# ミチタネツケバナ
ミチタネツケバナ（路種漬花、学名: Cardamine hirsuta）は、アブラナ科タネツケバナ属の越年草。ヨーロッパ原産の帰化植物。乾いた路傍・農道、畔、河川の土手などに生育する雑草性の人里植物。1992年に日本新産が報告された。

## 特徴
茎は直立し、ほとんど無毛で高さ3-30cmになる。根出葉はロゼット状になって花期にも生存し、葉身は奇数羽状複葉になり、側小葉は3-5対、短い小葉柄があり、広楕円形で基部はくさび形になり、頂小葉は側小葉よりやや大型となり卵円形になる。茎につく葉は少なく、0個または1-2個互生し、小葉は線形となって根出葉の小葉とはあきらかに異なる形態となる。葉の表面と葉柄にわずかに短毛が生える。
花期は早く2-3月頃。茎先に総状花序をつけ、小さい白色の十字形の4弁花をつける。萼片は長楕円形で花弁より短い。花弁は長さ2-3mm、まれに欠如することがある。雄蕊はふつう4個、葯は黄色。雌蕊は1個。総状花序は花後に伸長し、果実をつける。果実は長角果でやや扁平な線形、無毛、長さ1-2cmになる。果柄は直立する。長角果が熟すると果皮が2片に裂開し、種子を弾き飛ばす。種子は多く、淡褐色で、四角状楕円形で扁平、長さ約1mmになる。染色体数は2n=16。

## 分布と生育環境
ヨーロッパ原産で、世界的に広がっている。日本では、小笠原諸島を除き、全国に広がっている。和名のとおり、乾いた道ばたなどを好んで生育する。水没環境では発芽することができないため、水湿地などでは見られない。

## 日本への帰化
1988年、河野昭一らが富山県で Cardamine hirsuta L.を採集した。その後の調査で、宮城県、山形県、新潟県、滋賀県、京都府、鳥取県にも分布していることが判明した。1992年、河野らはこの植物に「ミチタネツケバナ」の和名を与えた。1970年代には日本に帰化していたと推定されるという。
なお、松村任三 (1895) は、河野ら (1992) による日本新産報告の約100年前に、1885年に栃木県奥日光の地獄谷で採集されたタネツケバナ属の植物をヨーロッパ原産の Cardamine hirsuta L. とし、「ケタネツケバナ」の和名をつけた。河野らの現地調査の結果、この「ケタネツケバナ」は、C. hirsuta L. とは異なり、渓流沿いに生育するオオバタネツケバナに近縁のものであることが判ったという。このことから、C. hirsuta L. に「ケタネツケバナ」の和名を使用することは混乱のもとになることから、河野らは新しく「ミチタネツケバナ」の和名をつけた。

## タネツケバナとの違い
タネツケバナ属の在来種、タネツケバナ Cardamine occulta に似る。同種は茎の高さ15-30cmになり、茎葉は多くつき、茎と葉に細かい毛が散生し、花期には根出葉は枯れている。花弁は長さ3-4mmになり、雄蕊はふつう6個ある。水田や水田脇の水路など水湿地を好む。一方、本種は茎の高さ3-30cmになり、茎葉は0-2個と少なく、茎は無毛、花期にも根出葉は枯れずに残る。花弁は長さ2-3mmと小さく、雄蕊はふつう4個ある。水湿地を嫌い、水田近くであれば畔や農道など乾いた場所に生育する。

## ギャラリー

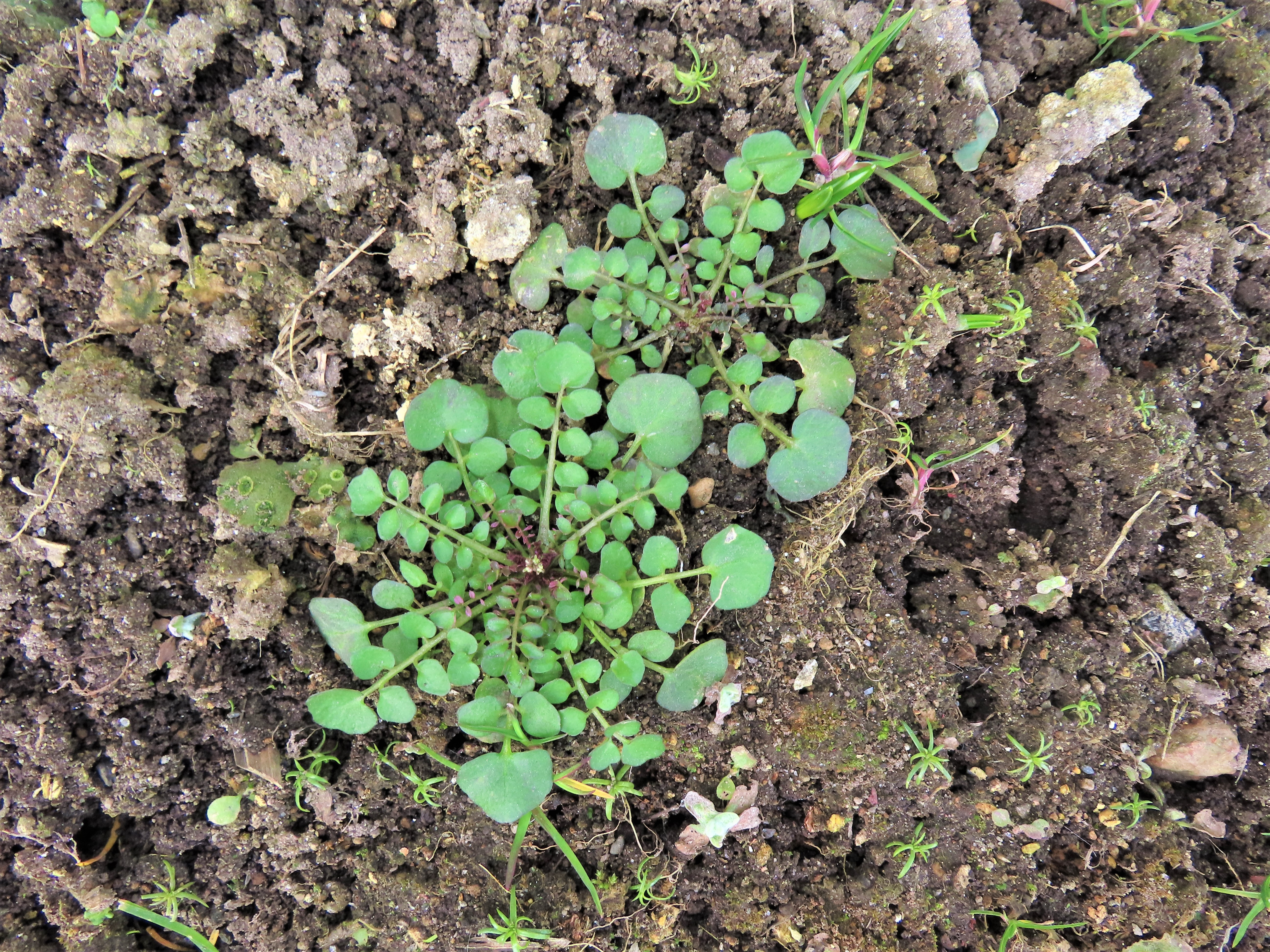
花茎をあげる前の根出葉。
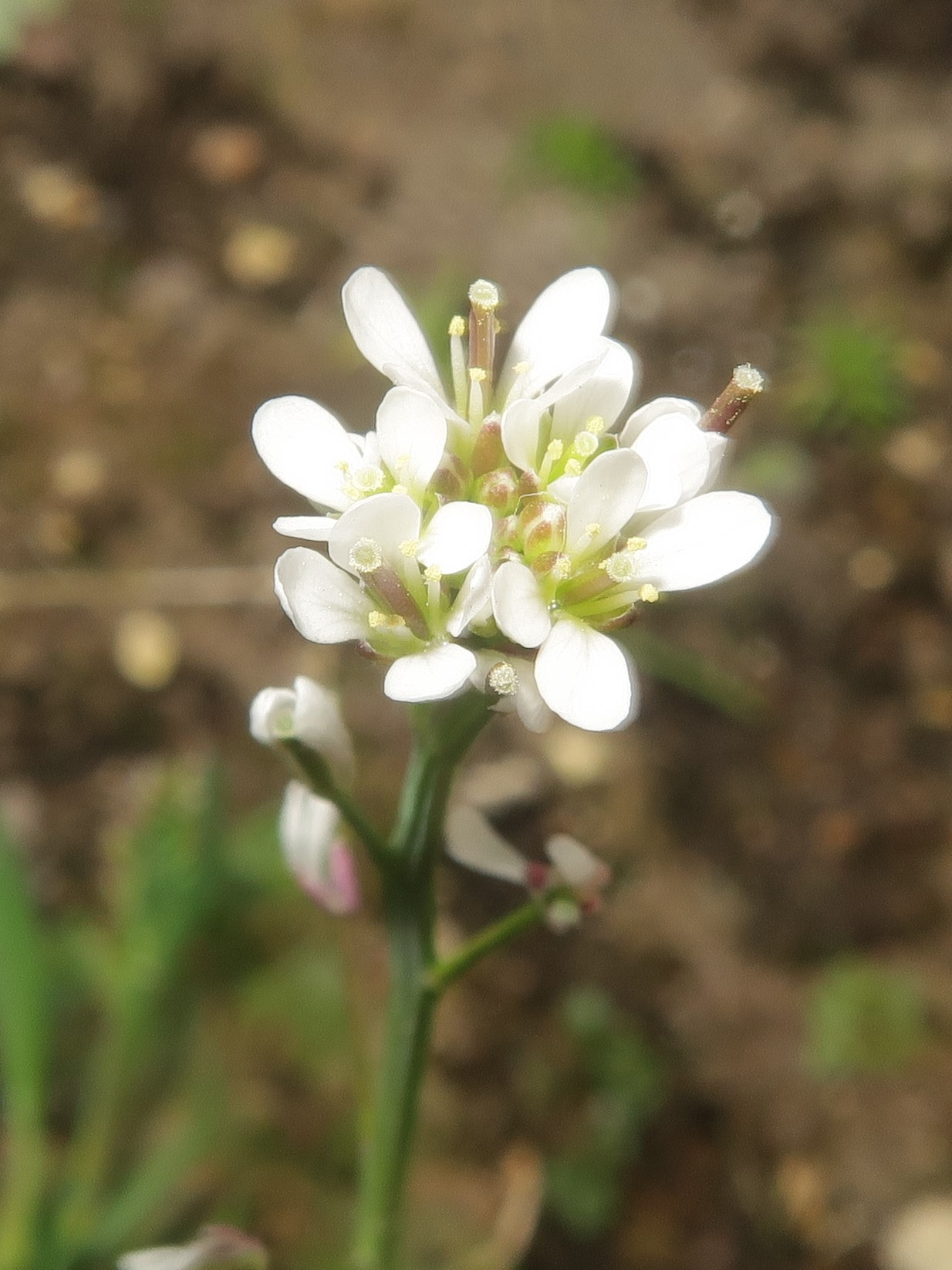
花弁は4弁で白色。雄蕊はふつう4個で葯は黄色。
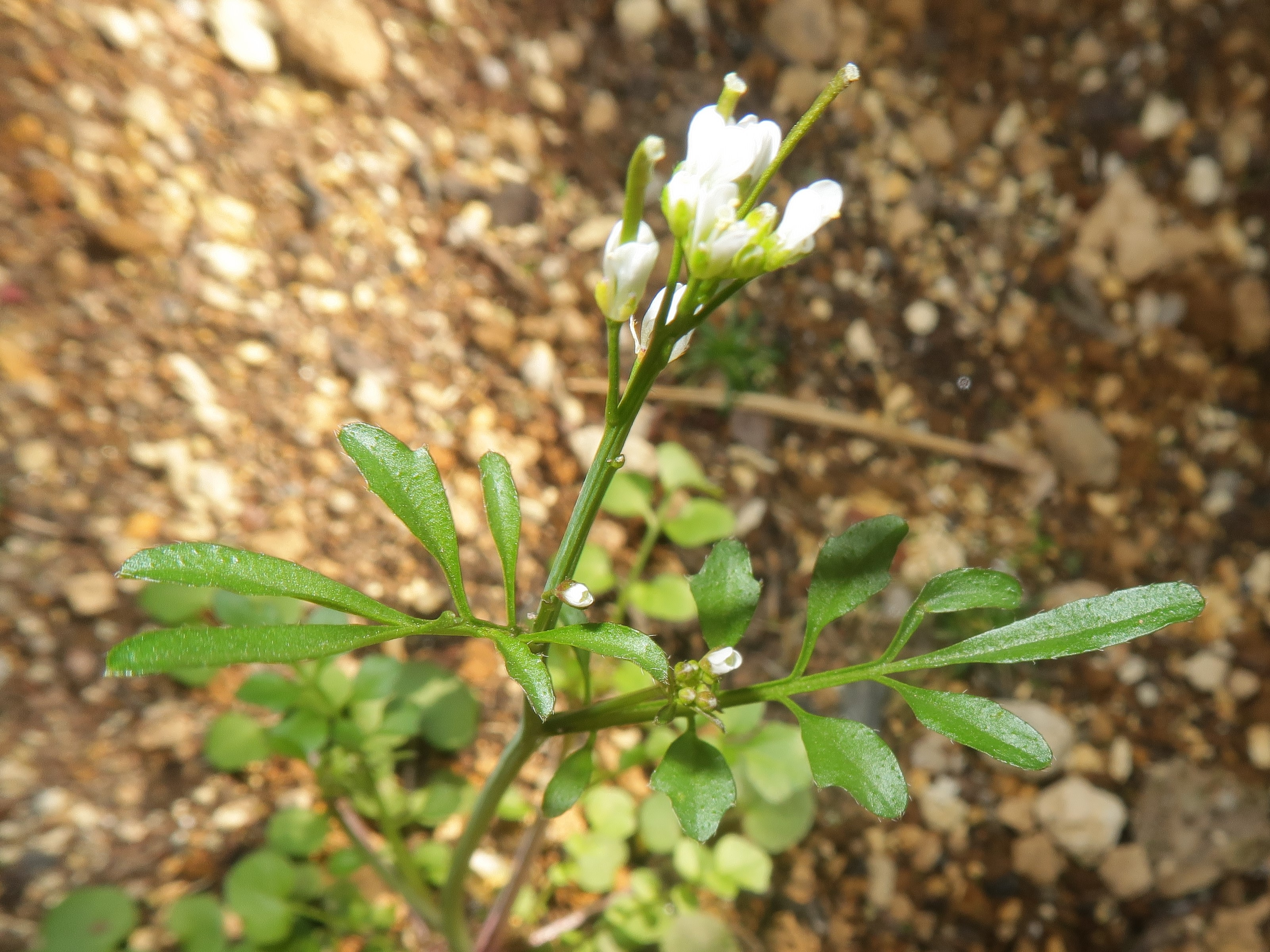
茎につく葉は2個ほど互生し、小葉は線形。
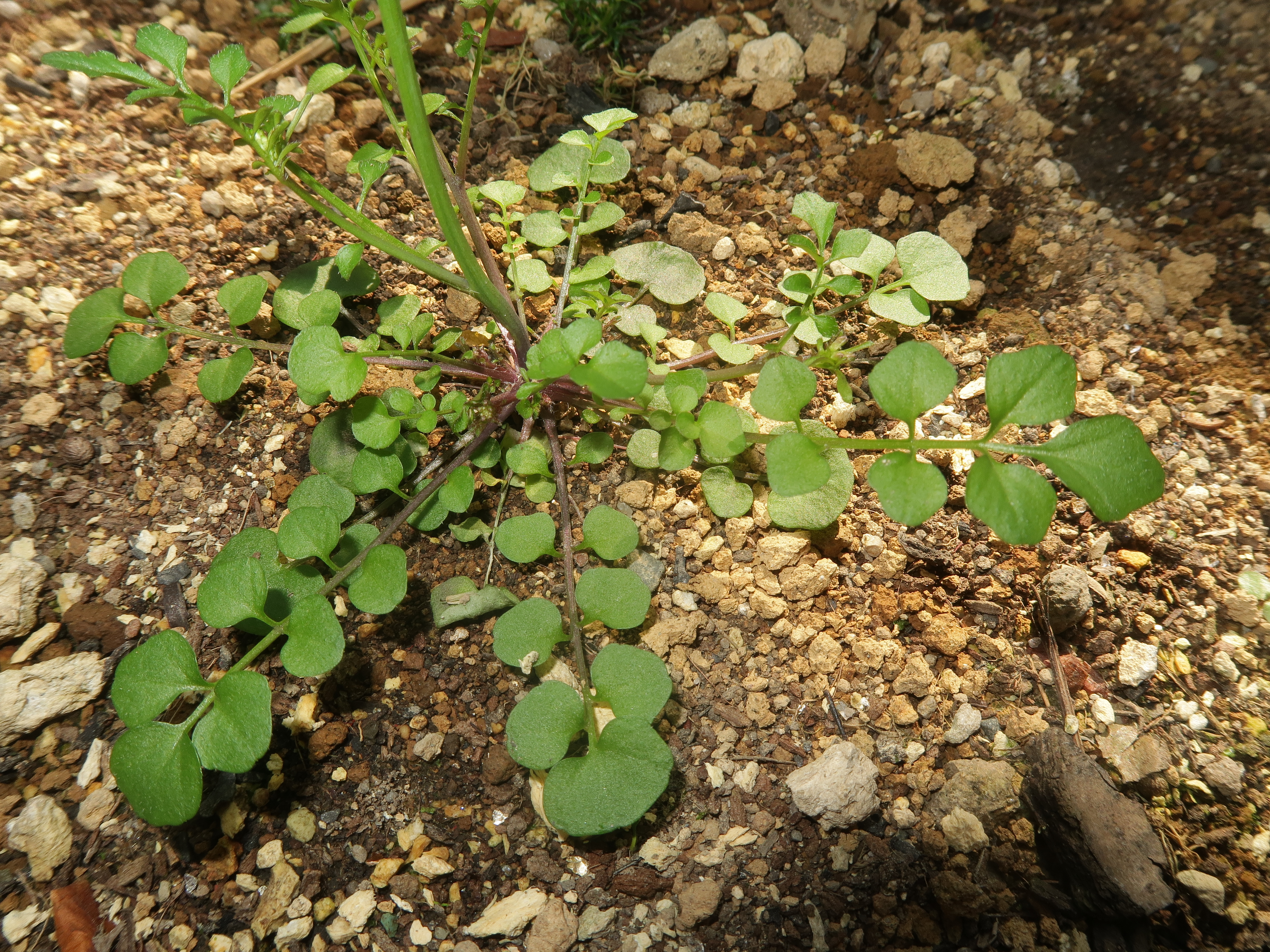
花期にも残る根出葉。茎葉とは異なり、側小葉は広楕円形、頂小葉はやや大型の卵円形になる。
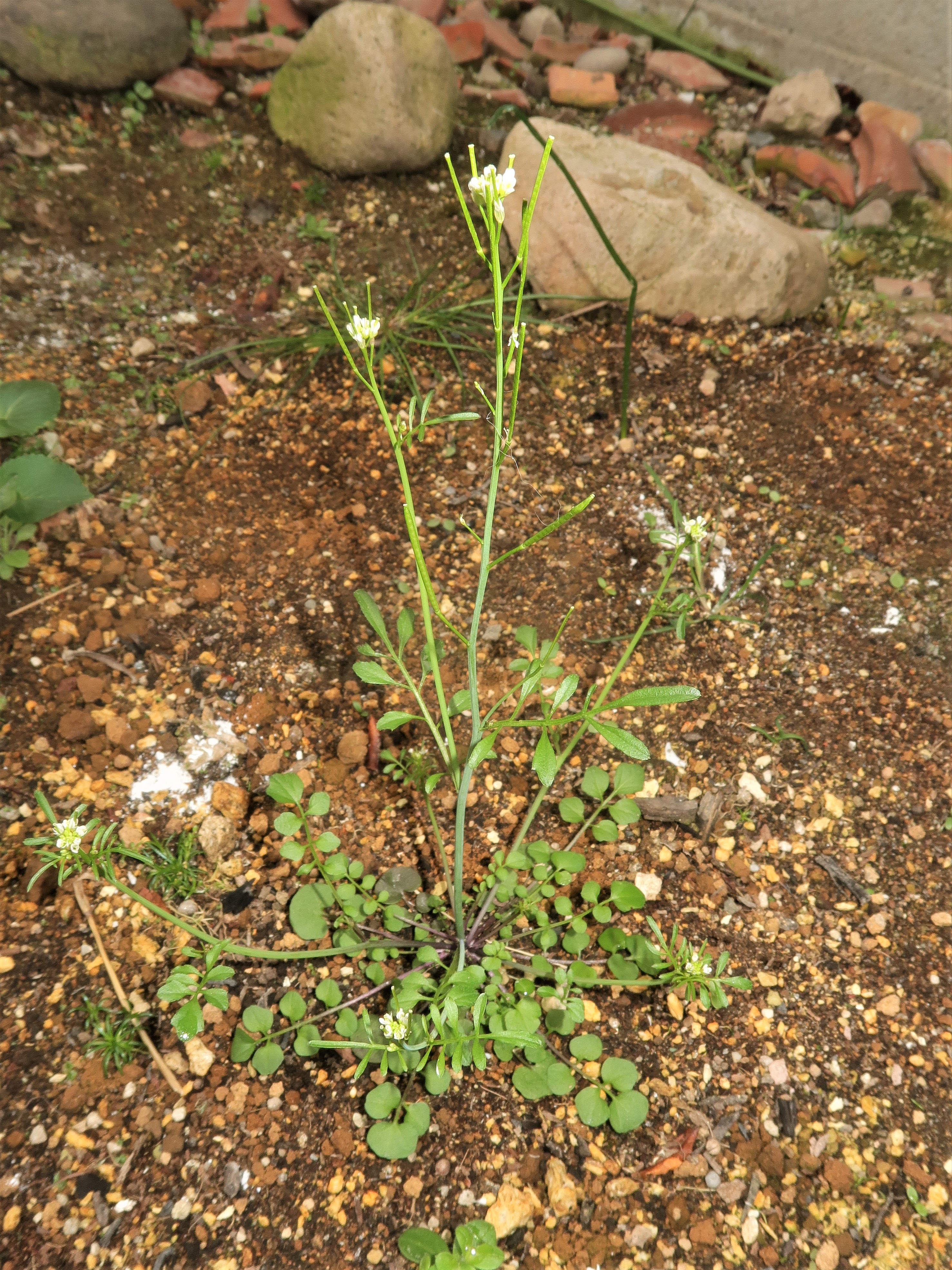
果期にも根出葉が残る。分類表内のものと同一の個体。7日後。
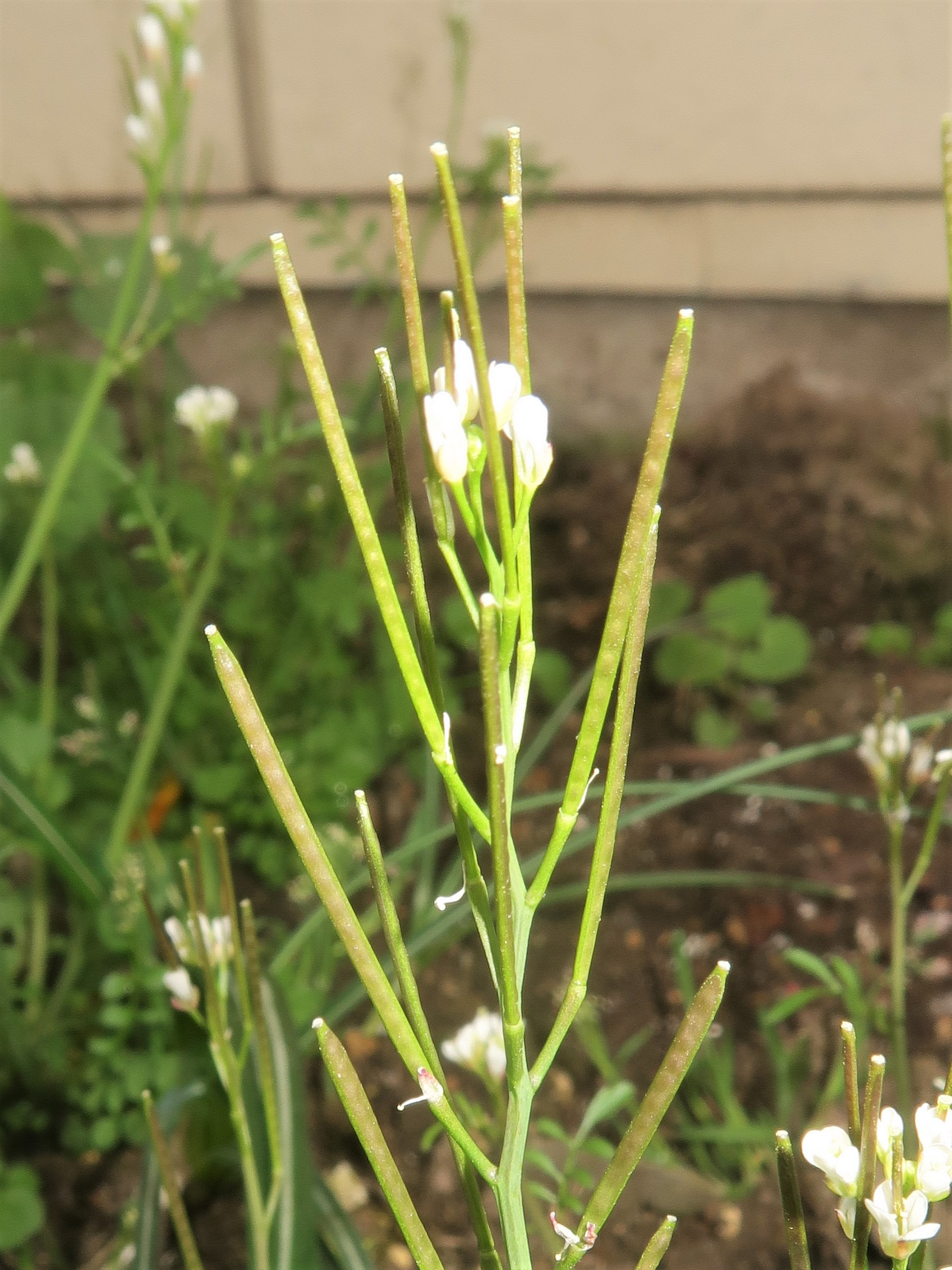
果実は長角果でやや扁平な線形となり、無毛。
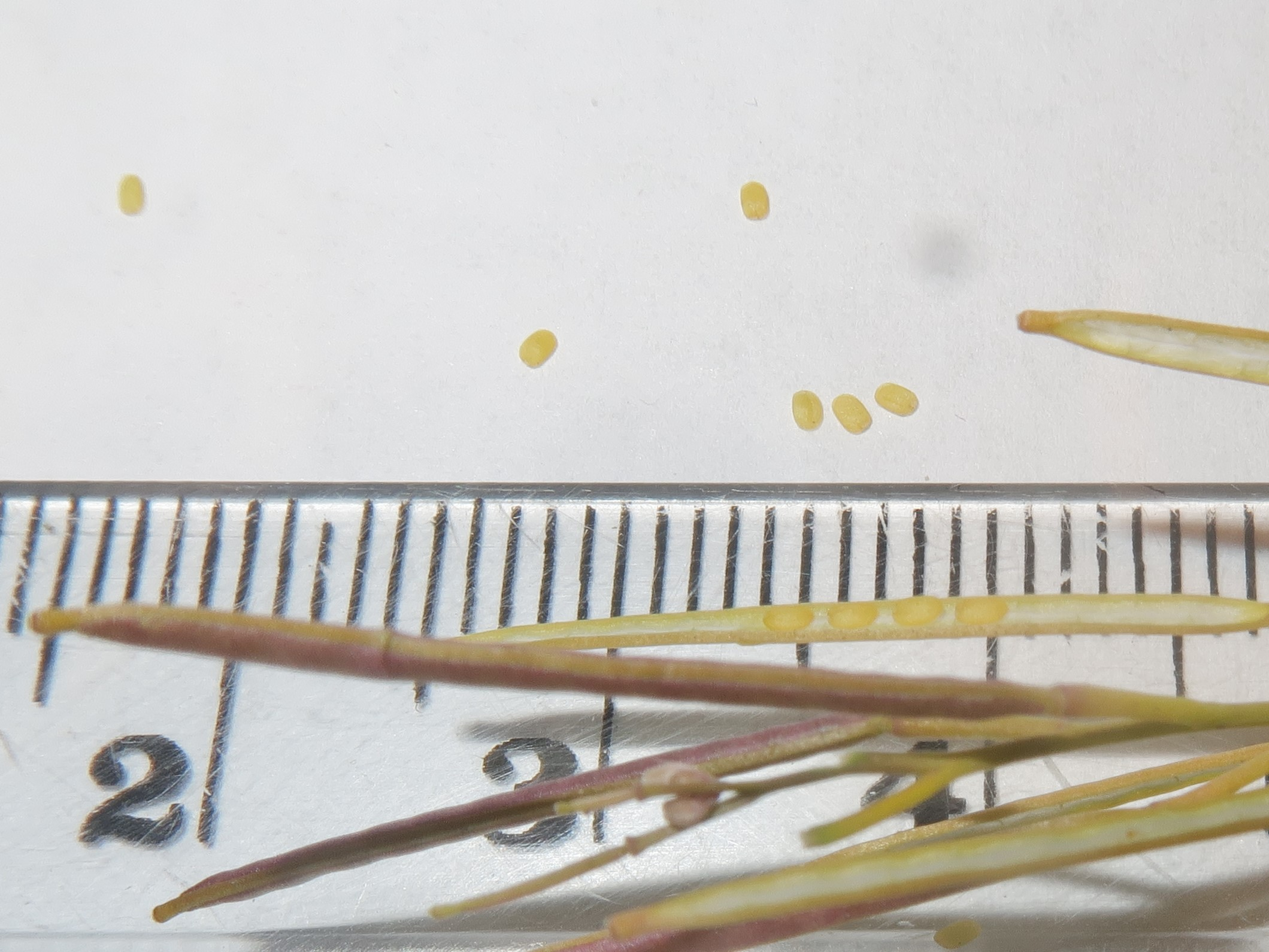
種子は多く、淡褐色で、四角状楕円形で扁平、長さ約1mmになる。